# Odontites maroccanus
Odontites maroccanus ist eine halbparasitäre Pflanzenart aus der Gattung der Zahntroste (Odontites). Sie ist ein nur in Marokko vorkommender Endemit.

## Beschreibung

### Vegetative Merkmale
Odontites maroccanus ist eine flach auf dem Boden aufliegende, von der Basis aus stark verzweigte, einjährige Pflanze. Ihre Stängel erreichen Längen zwischen 5 und 15 cm und werden an der Basis 1,1 mm stark. Meist sind die Stängel selbst unverzweigt, nur selten werden bis zu sechs Paar Seitentriebe ausgebildet. Sie sind dicht mit abstehenden, starren Trichomen behaart, die bis zu 0,5 mm lang werden. Die Laubblätter sind linealisch und ganzrandig, sie werden 7 bis 18 mm lang und 0,9 bis 1,5 mm breit und sind überall dicht mit borstigen, weißen oder oben oftmals durchsichtigen, 0,25 bis 0,7 mm langen, schräg abstehenden Haaren besetzt.

### Blütenstände und Blüten
Die kompakten und dichtblütigen Blütenstände bestehen aus 12 bis 22 Blüten und erreichen zur Blütezeit eine Länge von 1 bis 2 cm, zur Fruchtreife verlängern sie sich auf bis zu 4,5 mm. Die Hemmzone aus nicht aufblühenden Blüten besteht aus drei bis acht Knoten. Die Tragblätter sind eiförmig-lanzettlich bis lanzettlich geformt, ganzrandig und an den unteren Blüten eines Blütenstandes 5 bis 7 (selten bis 9) mm lang und 1 bis 1,5 (selten bis 1,8) mm breit. Ihre Behaarung gleicht der der Laubblätter.
Die Blühreihenfolge innerhalb eines Blütenstandes ist von den unteren Blüten hin zur obersten. Die Blüten erreichen eine Länge von 6,5 bis 8 mm. Der Kelch ist zunächst zur Blütezeit 3 bis 4 mm lang, verlängert sich an der Frucht etwas und wird bis zu 5 mm lang. Die Kelchblätter stehen auf zwei Drittel, selten auch nur auf etwa der Hälfte frei voneinander. Die Kelchzipfel sind dreieckig, wobei die oberen etwas größer sind. Der Kelch ist dicht borstig behaart, weist aber keine Stieldrüsen auf. Die purpurrot gefärbte Krone ist nur im obersten Teil der Kronröhre sowie am Grund der Unterlippe mit 0,07 bis 0,17 mm langen, einfachen Haaren besetzt, Stieldrüsen fehlen komplett. Die Kronröhre wird 5 bis 7 mm lang und ist damit deutlich länger als der Kelch. Der Helm ist leicht ausgerandet und erreicht eine Größe von 3,5 bis 4 mm und ist deutlich länger als die 2,4 bis 3,1 mm lange Unterlippe. Die Unterlippe ist auf mindestens der Hälfte der Länge in drei Zipfel unterteilt. Der Mittelzipfel ist im Umriss nahezu rechteckig und nach oben hin nur wenig verbreitert, an der Spitze deutlich ausgerandet. Die schmaleren Seitenzipfel sind genauso lang und ebenfalls ausgerandet.
Das untere, 3,5 bis 4,5 mm lange Staubblattpaar steht weit aus der Krone hinaus, das obere ist oft teilweise im Helm eingeschlossen und wird 2,5 bis 3 mm lang. Die Staubfäden sind im unteren Drittel mit relativ großen Papillen besetzt. Die Staubbeutel sind purpur-rot gefärbt, werden 1,2 bis 1,5 mm lang und stehen im rechten Winkel zu den Staubfäden. Die Theken reißen über die gesamte Länge auf, an ihrem unteren Ende sind sie kurz stachelspitzig, am oberen Ende stumpf und mit Spiralhaaren besetzt. Die ventrale Seite ist mit bis zu 0,4 mm langen, warzigen Haaren besetzt. Die Pollenkörner erreichen eine Größe von etwa 27,5 × 32 μm. Der Fruchtknoten bildet in zwei Fächern insgesamt vier Samenanlagen aus, der Griffel wird bis zu 9 mm lang.

### Früchte und Samen
Die Früchte sind umgekehrt eiförmige Kapseln, deren Spitze deutlich ausgerandet ist. Sie werden 3 bis 4 mm lang und messen 1,9 bis 2,3 mm im Durchmesser. Die Samen haben eine Größe von 1,3 bis 1,8 × 0,5 bis 0,8 mm.

## Vorkommen
Die Art ist ein Endemit des zentralen Mittleren Atlas in Marokko, nach einem Autor kommt die Art auch im Hohen Atlas vor. Sie wächst in Höhenlagen zwischen 1600 und 2500 m auf steinigen Kalk-Weiden und -Rasen, auf Kalk-Felsen sowie in lichten Zedernwäldern.